# Delia Derbyshire
Ann Delia Derbyshire (5 de maig de 1937, Coventry - 3 de juliol de 2001, Northampton) va ser una compositora de música concreta, pionera en l'àmbit de la música electrònica, va experimentar amb diversos sons a través de la ràdio, la televisió, el teatre i el cinema. Va treballar en el Radiophonic Workshop (Taller radiofònic) a la BBC, on va compondre, entre d'altres, el tema musical per a la sèrie britànica de ciència-ficció Doctor Who el 1963. Va contribuir essencialment a popularitzar la música electrònica i l'experimentació sonora tant a la Gran Bretanya com a la resta del món.

## Biografia
Va néixer a Coventry el 5 de maig de 1937, filla d'Emma Dawson i Edward Derbyshire, obrer metal·lúrgic. Durant la Segona Guerra Mundial, immediatament després del bombardeig de Coventry el 1940, es van traslladar a Preston. Des de petita tocava el violí i el piano i més tard el contrabaix. Va estudiar a l'escola secundària Barr's Hill School and Community College de Radford i posteriorment va guanyar una beca per estudiar matemàtiques al Girton College a Cambrige, i al cap d'un any va iniciar també la carrera de música. Finalment es va graduar el 1959 amb una llicenciatura en matemàtiques i música, havent-se especialitzat en la història de la música medieval i moderna.

## Inicis de la seva carrera
En sortir de la universitat va sol·licitar un lloc en el segell discogràfic Decca Records, on li van respondre que no contractaven dones per als seus estudis d'enregistrament. Durant l'estiu va treballar com a professora de música i matemàtiques a Ginebra per al cònsol general britànic, i després, fins al desembre de 1959, treballà en la Unió Internacional de Telecomunicacions a l'ONU, a Ginebra, com a assistent del cap administratiu general de Radioconferències. El 1960 va tornar a Coventry i entre maig i octubre d'aquest any va treballar com a assistent en el Departament de Promoció en la companyia editora de música Bossey & Hawkes; finalment el novembre de 1960 es va incorporar a la BBC de Londres com a assistent, on va destacar per la seva facilitat a trobar extractes de música orquestral mitjançant l'estudi dels solcs dels discos d'acetat.

## Taller radiofònic de la BBC
La ràdio va ser una de les seves grans passions des de la infància; provinent d'una família humil, va ser part fonamental en la seva educació, com fa constar en l'entrevista realitzada per Jo Hutton titulada Radiophonic Ladies. El 1958 neix el Taller Radiofònic de la BBC de la mà d'un grup de productors i directors de la cadena BBC, entre els quals es trobaven Daphne Oram i Desmond Briscoe. Aquest taller tenia com a principal objectiu ser un lloc d'experimentació sonora de baix cost per a les noves produccions televisives de la BBC, les quals comptaven amb nous estils d'escriptura dels dramaturgs de “moda”, com Samuel Beckett, i necessitaven una nova i renovadora dimensió sonora que no podia ser produïda satisfactòriament per orquestres utilitzades en els serials convencionals de l'emissora. Sota la influència de la música concreta de Pierre Shaeffer i els experiments sonors dels músics Luciano Berio i Karlheinz Stockhausen, i també les immenses possibilitats que proporcionava la manipulació dels magnetòfons de rodet obert, neix el Taller Radiofònic de la BBC. Col·lectius de compositors, dramaturgs i tècnics de so es van unir a la cerca de nous sons "per estimular la imaginació de l'oïdor", entre els tècnics de so es trobaven tres dones: Daphne Oram, Magdalena Fagandini i ella. En un principi es va unir al Taller Radiofònic el 1962, per col·laborar durant tres mesos, en la producció musical del documental Time On Our Hands (Els temps en les nostres mans), tanmateix, però, hi treballà durant onze anys. En el taller podia combinar els seus interessos de la teoria i la percepció del so, les maneres, les afinacions i la comunicació d'estats d'ànim mitjançant sons exclusivament electrònics. Malgrat això, la major part de la música i experiments sonors que va crear van ser rotundament rebutjats per la BBC, que els va considerar lascius i luxuriosos, avançats a la seva època i incomprensibles per als oïdors i televidents. La majoria de les seves obres realitzades per a la BBC van quedar en l'anonimat i els drets d'autor van ser retinguts per l'emissora.

## Doctor Who
El maig de 1963 el productor i director de la BBC Rex Tuker va quedar a càrrec temporalment del projecte de sèrie de ciència-ficció titulat “Doctor Who”, que es transmetria per la televisió britànica. La sèrie necessitava un tema de presentació i Tuker, va proposar Tristam Caryla, conegut seu, la composició musical de la nova sèrie. Però el juny de 1963 Tuker deixà el lloc de producció i ocupà aquest càrrec Verity Lambert qui desestimà la realització del tema musical per a la sèrie. El juliol del mateix any, la sèrie continua sense tema inicial i Verity Lambert pensa a contractar el grup francès de música d'avantguarda Les structures sonores, però el cost era massa elevat i Lionel Salter, cap del departament de música de televisió de la BBC, va suggerir de treballar amb el Taller Radiofònic de la BBC quedant a càrrec del tema principal de la sèrie, Ron Grainer com a compositor i ella com a creadora, juntament amb l'assistent Dick Mills. Ron Grainer va donar unes instruccions on figuraven conceptes com “bombolles de vent” i “núvols de vent”; eren descripcions summament elaborades i rítmiques que ella va saber captar amb entusiasme. Per poder compondre la peça, van haver de crear cadascun dels sons i gravar cadascuna de les notes per separat, i per a això van utilitzar diversos instruments que van gravar en cintes magnètiques i que posteriorment va modificar, mitjançant diferents mètodes. Una vegada obtinguts tots els sons i les notes necessàries encara feia falta crear la peça i per a això, van haver de tallar cada nota en petits trossos de cinta que després van ser enganxats formant diverses cintes magnètiques. Una vegada acabada la part de muntatge de cintes s'havia de realitzar la mescla final, i per a això cada cinta del muntatge era col·locada de manera individual en un magnetòfon de rodet obert; el pas final era iniciar tots els magnetòfons simultàniament i gravar-ne el so resultant. El resultat final va ser a primera peça de música electrònica creada per a una sèrie de televisió.

### Altres treballs realitzats per a la BBC
Va compondre al voltant de dos-cents treballs entre els quals es troben:
1962 “Time on our hands” (Temps a les nostres mans) va ser el seu primer treball per a la BBC.
1962 “Arabic Science and history” o “Arabic Science and Industry”.
1963 “Know your car”
1963 “Doctor Who” 
1964 “Talk Out”
1964 “Science and Health”
1964 “Anger of Achilles” (La ira d'Aquil·les) composició creada amb el compositor català Robert Gerhard, la qual va ser guardonada amb el premi PRIX ITÀLIA que atorgava la RAI.
1964-1965 Quatre invencions per a ràdio (The Dreams - Amor Dei - The After Life - The evenings of certain lives) en col·laboració amb el poeta i dramaturg Barry Bermange.
1964 “The Dreams” (Els somnis) o “Within dreams” (Dins dels somnis). Programa de cinc moviments sonors mitjançant els quals es recreaven algunes de les atmosferes i sensacions que comunament s'experimenten en els somnis. Tots els moviments sonors eren electrònics i es barrejaven amb veus gravades per Barry Bermange de gent que descrivia els seus somnis.
1964 “Amor Dei” Un intent de descriure a Déu en termes humans, i crear una mena de pintura religiosa, una impressió de l'amor i la devoció que l'ésser humà té per Déu. La composició va tenir com a base diverses veus gravades per Barry Bermange i el concepte d'“un retaule gòtic” dibuixat per Barry. Aquesta peça compta amb quatre moviments sonors
1965 “The After-Life” Un intent per reconstruir els sons de la visió espiritual de la mort i de l'eternitat, usant un procés de muntatge semblant als programes anteriors. Aquesta peça compta amb els moviments
1965 “The evenings of certain live"
1966 “A new view of politics” Peça per a la BBC. Programa transmès el 5 de febrer de 1967 que tenia com a eix principal una entrevista al líder del partit Liberal britànic Jo Grimond.
1966 “Ziw- ZIH ziw ZIH-OO-oo-oo”Pe ça per a la sèrie televisiva Out of the known produïda per la BBC, la majoria dels seus episodis van ser adaptacions de contes de ciència-ficció.
1967 “Towards Tomorrow”
1967 “Blue vels and golden sands” Documental sobre la tribu nòmada tuareg/Imuhagh que viu en el desert del Sahara.
1968 “Pot au feu”
1969 “Environmental studies”
1969 “Chronicle”
1969 “Great zoos of the world”
1971 “Tutenkamun's Egypt”

## L'experimentació amb sons
Quan tenia tres anys Coventry va ser bombardejada massivament pels avions de la Luftwaffe  el 14 de novembre de 1940 i la ciutat va ser gairebé totalment destruïda, els sons del bombardeig, les sirenes, les explosions, etc. van produir un impacte molt gran en la seva vida i en la seva fascinació pels sons electrònics i abstractes.
També les matemàtiques formaven part de la disciplina fonamental per a la creació de totes les seves obres; és per això que utilitzava el mètode matemàtic de la successió de Fibonacci en la composició dels seus sons, la qual també va ser utilitzada músics entre els quals es trobaven Béla Bartók o Olivier Messiaen. Així mateix, aquesta seqüència, va anar freqüentment utilitzada pel moviment italià Art Povera (art pobre); moviment del que és possible que ella en tingués coneixement, ja que molts dels mètodes d'aquest moviment artístics coincideixen amb els practicats per ella, exemple: l'ús d'objectes comuns amb finalitats artístiques (com llums i ratlladors de formatge) que utilitzava per a l'obtenció de diverses tonalitats en les seves creacions. Les seves principals eines de treball eren els enregistraments que feia de diversos objectes, veus i instruments en cintes magnètiques que després manipulava per mitjà de generadors de soroll blanc, oscil·ladors de vàlvules, filtres, magnetòfons de bobina oberta, sons que tallava, enganxava i muntava un sobre un altre. També va utilitzar un Wobbulator, inventat per Dave Young fet a partir d'objectes oposats.Analitzava fins al més ínfim detall dels sons: la freqüència, els parcials, les tonalitats i el ritme.
L'any 2009 es va estrenar el documental experimental “The Delian Mode”, de Kara Blake, que gira entorn de la seva vida i obra i a la seva forma de concebre els sons. El documental inclou entrevistes amb músics, amics i col·legues de Delia. En una entrevista, rescata el seu instrument favorit: una pantalla de llum, verda i metàl·lica, que hi havia a la BBC, i de la qual va gravar el seu so i després el va analitzar mitjançant 12 oscil·ladors.

## Altres treballs
1966 juntament amb el seu col·lega de la BBC Brian Hudgson i l'inventor Peter Zinovief van fundar la Unit Delta Plus per crear música electrònica i promoure la seva utilització en radio, televisió, cinema, teatre i publicitat. van participar i promoure múltiples esdeveniments com per exemple el 1966 el festival de música electrònica en el Watermill Theatre, el 1967 el festival “Million volt light and sound” que va comptar amb la interpretació de la peça “The carnival of light ”, peça experimental inèdita del grup The Beatles i el 1967 després d'una actuació problemàtica en el Royal College of Art, la "Unit Delta Plus" es va dissoldre.
A la fi dels 60 i principis dels 70, al costat del músic David Vorhaus i Brian Hodson, creen l'estudi “Kaleidophon”. El 1969 formen la banda de música electrònica White Noise i aquest mateix any llancen l'àlbum An Electric Storm amb el segell Island Records. L'àlbum va ser creat a partir d'una varietat de tècniques de manipulació de sons creats per sintetitzadors i l'ús de veus modificades. Inicialment l'àlbum no va ser un èxit comercial, però amb el pas del temps es va convertir en un àlbum de culte, arribant a vendre's centenars de milers de còpies a tot el món. Un breu extracte de An Electric Storm pot trobar-se en la pel·lícula Dràcula de 1972 dirigida per Alan Gibson. Els tres músics, sota diferents pseudònims, van col·laborar amb “The standard music library”. A la fi dels anys 1960, participà en un espectacle de música electrònica en el Roundhouse de Londres, en la banda sonora per a una pel·lícula de Yoko Ono, entre altres treballs importants.
El 1973 es va unir a l'estudi creat per Brian Hodgson i Covent Garden denominat “ Electrophone” on va col·laborar en la banda sonora de la pel·lícula “The Legend of hell house" seguidament va treballar com a operadora de ràdio en la companyia anglesa de gas es va casar amb David Hunter de qui se separaria l'any següent El 1980 retornà a Coventry i treballà per a la galeria d'art del seu amic Li Yuan Chia i després va treballar de dependenta en una llibreria. En aquests anys va conèixer Clive Blackburn qui seria el seu company de tota la vida.En aquest període de la seva vida encara sense treballar en l'àmbit musical, continua component i encoratjant els seus amics compositors, i de fet mai es va allunyar definitivament de la passió per compondre amb sons abstractes.

## Últims anys
A principis dels anys 90 reprèn l'interès per la música electrònica encoratjada per una generació més jove que pren la seva música com a música de culte i la comença a reconèixer com una figura influent per a la música contemporània. Encoratjada pel seu amic Peter Kember (Sonic Boom) i el grup Aphex Twin va tornar a compondre, tanmateix no va publicar res més. El 3 de juliol de 2001 mentre s'estava recuperant d'un càncer de mama va morir als 64 d'una insuficiència renal.

## Arxiu
Després de la seva mort es van trobar 267 cintes de rodet a casa seva. Aquests van ser confiades a Marc Ayres de la BBC i el 2007 van ser donades en préstec permanent a la Universitat de Manchester. Gairebé totes les cintes van ser digitalitzades el 2007 per Louis Niebur i David Butler, però cap d'aquesta música s'ha publicat a causa de les complicacions de drets d'autor. El 2010, la Universitat va adquirir la col·lecció de la infància de Derbyshire de papers i objectes d'Andi Wolf. Aquesta col·lecció és accessible a la Biblioteca John Rylands a Manchester.